# 美德里
美德里始建于1938年，位于当时的天津英租界的新加坡道（Singapore  Road）（今和平区大理道），目前为一般保护等级历史风貌建筑。

## 建筑
美德里为二层具有现代建筑特征的砖木结构联排式住宅，每户均设有独立院落。建筑外立面为硫缸砖清水墙，建筑顶部为双坡屋顶，筒瓦屋面，上设老虎窗，檐部出挑。